# Sztratoszféraóriás
A Sztratoszféraóriás (angol: Stratosphere Giant)  a világ egyik legmagasabb fája: 2000 augusztusában 112,34 méter, 2002-ben 112,56 méter, 2004-ben pedig 112,83 méter magasnak mérték. Faja örökzöld mamutfenyő (Sequoia sempervirens), a Humboldt Redwoods Állami Parkban (Humboldt Redwoods State Park) található egy csoport hasonló méretű fa között. Nehezen fellelhető, pontos helyét – a turisták kártevéseit megelőzendő – titkolják.
A Sztratoszféraóriást 1991 és 2006 között a világ legmagasabb fájának tartották. Ugyanitt állt a 113,4 méter magas „Dyerville óriás” (Dyerville Giant), amely 1600 éves korában 1991 márciusában kidőlt. 2006-ban a Redwood Nemzeti Parkban nála is magasabb fát találtak, a Hyperiont.